# Абдуллаев, Асеф Мехманович
Асе́ф Мехма́нович Абдулла́ев (лезг. Абдуллагьрин Асеф Мегьманан хва; 18 апреля 1930, Аджахур, Кубинский округ — 23 июня 2015, Махачкала) — лезгинский поэт, композитор, прозаик и драматург. Заслуженный деятель искусств Дагестанской АССР, Народный артист Республики Дагестан (2010). Известен под псевдонимом Асеф Мехман (лезг. Асеф Мегьман).

## Биография
Родился 18 апреля 1930 года в с. Эчехюр (ныне Гусарский район Азербайджана). Отец, Мехман Абдуллаев, был сельским учителем, кроме лезгинского языка, знал русский, азербайджанский, арабский и фарси. В 1937 году отец стал жертвой репрессий и, как враг народа, был сослан в лагеря.
В молодости мечтал стать художником. После 7 класса поступил в Кубинский педагогический техникум, в котором вместе с ним училась артистка и певица Дурия Рагимова. С Дурией Рагимовой организовался своего рода творческий союз. На фестивале молодёжи в Баку Дурия Рагимова исполнила песню о матери, которая стала первой песней Асефа Абдуллаева, прозвучавшей на лезгинском языке. Позже Рагимова исполнила много песен Абдуллаева. Образ Гуримат — героини первого музыкального спектакля Абдуллаева «Зи Седеф», был написан специально для неё. Песни Абдуллаева исполняли Рагимат Гаджиева, Сульгия Гаджиева, Айдунбек Камилов, Тарлан Мамедов, Роза Максумова и другие.
Из-за плохого знания математики Асефу Абдуллаеву не удалось закончить учёбу в педагогическом техникуме. Недоучившись один год, пошёл работать преподавателем в начальную школу в селении Хизи Дивичинского района. Из-за того, что образование у него было незавершённое, Абдуллаеву пришлось уйти из школы. Последующие четыре года и семь месяцев прослужил в авиации.
После возвращения из армии поступил в Дербентское педагогического училище. После окончания училища вместе со своим младшим братом Закиром, окончившим Бакинский педагогический институт, работал учителем в селении Генде Дивичинского района.
С 17 мая 1960 года работал редактором музыкальных передач на лезгинском языке на Дагестанском радио.
Скончался 23 июня 2015 года в Махачкале.

### Семья
Жена — Сариханум Баласултановна;
- сыновья — Мехман и Осман[2].

## Творчество
С детских лет увлекался музыкой, научился играть на таре и овладел нотной грамотой. Является автором более 150 песен («Милая мама», «Памятники», «Каспий», «Марал», «Песня студентов», «Первая любовь», «Свадебная песня» и др.), двух оркестровых сюит и многих музыкальных комедий, поставленных на сцене Лезгинского театра («Зи Седеф», «Шуршурали», «Царубегни Харубег»).
Свои первые стихи Асеф Абдуллаев писал на азербайджанском языке, так как проходил азербайджанскую грамоту в школе и с детства говорил на лезгинском и азербайджанском языках. Издавал свои стихи в бакинских газетах. По совету педагога Дербентского педагогического училища Абдула Муталимова начал писать на родном лезгинском языке.
Член Союза журналистов СССР. Печатался на страницах периодической печати.
К его 85-летнему юбилею в отделе краеведческой и национальной литературы Национальной библиотеки Республики Дагестан им. Р. Гамзатова развёрнута книжная выставка «Многогранность таланта», в которой выставлены книги, журналы и сборники, в которых печатался поэт-композитор.
Первая книга Асефа Абдуллаева на лезгинском языке — «Сороковая весна», изданная в 1971 году. В книгу вошли поэмы, песни и стихи, написанные в 70-е годы XX века. В книгу «Без меня» (2002) вошли три повести, а также поэмы и песни поэта. К 80-летию со дня рождения Асефа Абдуллаева была издана книга «Разговор с душой» (2010), в которую вошли стихи, песни, поэмы и пьесы, написанные в разные годы жизни, и книга «Знакомый нам Асеф» (2010), в которую вошли статьи и рецензии, стихи-посвящения и некоторые произведения поэта.
Сокурсницей Асефа Абдуллаева по Кубинскому педагогическому колледжу была артистка и певица Дурия Рагимова, с которой у молодого поэта организовался своего рода творческий союз. На фестивале молодёжи в Баку Дурия Рагимова исполнила песню о матери, которая стала первой песней Асефа Абдуллаева, прозвучавшей на лезгинском языке. Впоследствии Рагимова стала ключевой исполнительницей произведений Абдуллаева.

### Публикации
- Мехман А. А. Сороковая весна. — Махачкала: Дагестанское кн. изд-во, 1971. — (64).
- Мехман А. А. Без меня. — Махачкала: Дагестанское кн. изд-во, 2002. — 448 с.
- Мехман А. А. Разговор с душой. — Махачкала: Дагестанское кн. изд-во, 2010. — 328 с.
- Знакомый нам Асеф. — Баку: Азербайджан, 2010. — 193 с.

## Награды и признание
- Заслуженный деятель искусств Дагестанской АССР
- Народный артист Республики Дагестан (2010)[3].